# Eritrea op de Olympische Jeugdzomerspelen 2010
Eritrea nam deel aan de Olympische Jeugdzomerspelen 2010 in Singapore, de eerste editie van de Olympische Jeugdspelen.

## Medailleoverzicht
| Sport    | Olympiër            | Discipline | Medaille |
| -------- | ------------------- | ---------- | -------- |
| Atletiek | Abrar Osman         | 3000 m (m) | Goud     |
| Atletiek | Samrawit Mengisteab | 3000 m (v) | Brons    |

## Deelnemers en resultaten
(m) = mannen, (v) = vrouwen 

### Atletiek
| Olympiër            | Discipline | Resultaat | Prestatie                                            |
| ------------------- | ---------- | --------- | ---------------------------------------------------- |
| Chuchu Jorjo        | 1000 m (m) | 4e        | kwalificatie serie 2: 2.25,40 (5e) A-finale: 2.22,00 |
| Abrar Osman         | 3000 m (m) | Goud      | kwalificatie: 8.12,80 (2e) A-finale: 8.07,24         |
|                     |            |           |                                                      |
| Samrawit Mengisteab | 3000 m (v) | Brons     | kwalificatie: 9.43,25 (4e) A-finale: 9.33,53         |

### Wielersport
| Olympiër                                                                                            | Discipline   | Resultaat | Prestatie |
| --------------------------------------------------------------------------------------------------- | ------------ | --------- | --- |
| Eritrea Samuel Akelom Gebremedhin Yonas Kidane Merese Haben Ghebretnsae Negasi Senait Araya Debesay | gemengd team | 32e       | 406 pnt. bmx 87 pnt. Merese: niet gestart 55 pnt. Debesay: niet gestart mountainbike 72 pnt. Gebremedhin: +4 ronden (29e) 55 pnt. Debesay: niet gestart tijdrit 30 pnt. Negasi: 4.27,74 (+31,10) (53e) 40 pnt. Debesay: 3.44,35 (+26,35) (23e) 67 pnt. wegwedstrijd 51e Gebremedhin: 1:08.21 (+ 2.39) 53e Negasi: 1:11.39 (+ 5.57) 74e Merese: 1:16.55 (+ 11.13) |

Afghanistan · Albanië · Algerije · Amerikaanse Maagdeneilanden · Amerikaans-Samoa · Andorra · Angola · Antigua en Barbuda · Argentinië · Armenië · Aruba · Australië · Azerbeidzjan · Bahama's · Bahrein · Bangladesh · Barbados · België · Belize · Benin · Bermuda · Bhutan · Bolivia · Bosnië en Herzegovina · Botswana · Brazilië · Britse Maagdeneilanden · Brunei · Bulgarije · Burkina Faso · Burundi · Cambodja · Canada · Centraal-Afrikaanse Republiek · Chili · China · Chinees Taipei · Colombia · Comoren · Congo-Brazzaville · Congo-Kinshasa · Cookeilanden · Costa Rica · Cuba · Cyprus · Denemarken · Djibouti · Dominica · Dominicaanse Republiek · Duitsland · Ecuador · Egypte · El Salvador · Equatoriaal-Guinea · Eritrea · Estland · Ethiopië · Fiji · Filipijnen · Finland · Frankrijk · Gabon · Gambia · Georgië · Ghana · Grenada · Griekenland · Groot-Brittannië · Guam · Guatemala · Guinee · Guinee‑Bissau · Guyana · Haïti · Honduras · Hongarije · Hongkong · Ierland · IJsland · India · Indonesië · Irak · Iran · Israël · Italië · Ivoorkust · Jamaica · Japan · Jemen · Jordanië · Kaaimaneilanden · Kaapverdië · Kameroen · Kazachstan · Kenia · Kirgizië · Kiribati · Koeweit · Kroatië · Laos · Lesotho · Letland · Libanon · Liberia · Libië · Liechtenstein · Litouwen · Luxemburg · Macedonië · Madagaskar · Malawi · Malediven · Maleisië · Mali · Malta · Marshalleilanden · Marokko · Mauritanië · Mauritius · Mexico · Micronesië · Moldavië · Monaco · Mongolië · Montenegro · Mozambique · Myanmar · Namibië · Nauru · Nederland · Nederlandse Antillen · Nepal · Nicaragua · Nieuw-Zeeland · Niger · Nigeria · Noord-Korea · Noorwegen · Oeganda · Oekraïne · Oezbekistan · Oman · Oostenrijk · Oost‑Timor · Pakistan · Palau · Palestina · Panama · Papoea-Nieuw-Guinea · Paraguay · Peru · Polen · Portugal · Puerto Rico · Qatar · Roemenië · Rusland · Rwanda · Saint Kitts en Nevis · Saint Lucia · Saint Vincent en Grenadines · Salomonseilanden · Samoa · San Marino · Sao Tomé en Principe · Saoedi-Arabië · Senegal · Servië · Seychellen · Sierra Leone · Singapore · Slovenië · Slowakije · Soedan · Somalië · Spanje · Sri Lanka · Suriname · Swaziland · Syrië · Tadzjikistan · Tanzania · Thailand · Togo · Tonga · Trinidad en Tobago · Tsjaad · Tsjechië · Tunesië · Turkije · Turkmenistan · Tuvalu · Uruguay · Vanuatu · Venezuela · Verenigde Arabische Emiraten · Verenigde Staten · Vietnam · Wit-Rusland · Zambia · Zimbabwe · Zuid-Afrika · Zuid-Korea · Zweden · Zwitserland